# Kraftwerke Mittelbünden
Die Kraftwerke Mittelbünden ist ein Kraftwerksverbund im Kanton Graubünden, der im Besitz des Elektrizitätswerk der Stadt Zürich (EWZ) ist. Er besteht aus sechs Kraftwerken und vier Stauseen. Der Kopfspeicher der Kraftwerksgruppe ist der Lai da Marmorera.

## Geschichte
Das erste Kraftwerk der Gruppe war das Elektrizitätswerk Albula, das im Dezember 1909 in Betrieb ging und über eine 140 km lange 47 kV-Hochspannungsleitung die Stadt Zürich mit Energie versorgte. Für den Betrieb des Kraftwerks wurde das Wasser der Albula mit der Wehranlage Nisellas⊙ bei Alvaschein gefasst und über einen 7,3 km langen Stollen zum Wasserschloss geführt, von wo es über eine 450 m lange Druckleitung in die Zentrale bei Sils im Domleschg⊙ gelangte. Die installierte Leistung betrug damals bescheidene 18 MW. Die Baukosten beliefen sich auf beinahe 13 Mio. SFr.
In den Jahren 1917 bis 1920 wurde das Heidseewerk gebaut, das mit dem Wasser aus dem Heidsee⊙ betrieben wird und als Ergänzung des Albulawerks bei Wasserknappheit im Winter dienen sollte. Das Maschinenhaus⊙ befindet sich unterhalb des Bahnhofs Solis.
1949 ging das zu den Juliawerken gehörende Maschinenhaus Tiefencastel West⊙ in Betrieb, das Wasser aus dem Lai da Burvagn⊙ verarbeitet. 1954 folgte die Zentrale Tinizong⊙, welche mit dem Wasser aus dem 62 Mio. m³ fassenden Lai da Marmorera⊙, dem Hauptspeicher der Juliawerke betrieben wird. Das Unterwasser von Tinizong wird seit 1970 durch die Zentrale Tiefencastel Ost⊙ im Tandembetrieb weiter verarbeitet.
Im Jahre 1976 kam ein Maschinenhaus in Rothenbrunnen⊙ hinzu, die wie die Zentrale Sils Wasser aus der Wehranlage Nisellas verarbeitet. Der Bau von Rothenbrunnen wurde nötig, weil Sils zu wenig Schluckvermögen hatte um das Wasser aller oberhalb der Wehranlage Nisellas liegenden Werke zu verarbeiten.
1983 wurde die Wehranlage Nisellas abgebrochen und durch den 1986 in Betrieb genommenen Stausee Solis⊙ ersetzt. Die starke Verlandung dieses 1,5 Mio. m³ fassenden Stausees machte den Bau eines Umleitstollens für Geschiebe notwendig.
Das Kleinwasserkraftwerk Nandrò⊙ mit einer Leistung von 1,6 MW nutzt ab 2012 das Gefälle zwischen der Wasserfassung des Ava da Nandro bis zum Einlauf in den Freispiegelstollen zum Wasserschloss der Zentrale Tinizong.
Beim Staudamm des Lai da Marmorera ist ein Dotierkraftwerk mit einer Ossberger-Turbine geplant, die das in die Julia abzugebende Restwasser verarbeitet. Der Auftrag zur Lieferung der Anlage wurde im Januar 2020 vergeben, Baubeginn des 1,4 Mio. Projektes ist im gleichen Jahr. Weiter das Kleinwasserkraftwerk Adont gebaut, welches das Wasser des Bergbaches Adont bei Riom-Parsonz nutzt. Das Wasser wird auf 1740 m.ü.M gefasst und einer Zentrale beim Lai da Burvagn zugeführt.
In Sils befindet sich die Leitstelle aller Kraftwerke des EWZ. Das sind neben den Kraftwerken Mittelbünden auch die Bergeller Kraftwerke, das Kraftwerk Wägital und die Laufwasserkraftwerke an der Limmat. Weiter befindet sich am selben Ort auch das Unterwerk Sils Albula, mit dem die Kraftwerke Mittelbünden mit den Übertragungsleitungen von Swissgrid und dem Versorgungsnetz in Graubünden verbunden ist. Das EWZ betreibt ein eigenes Versorgungsnetz in Graubünden, das etwa ein Drittel des Strombedarfs des Kantons deckt.

## Anlagenschema und Lagekarte
|  |  |

|  |  |

|  |  |

|  |  |  |

|  |  |  |

|  |  |

|  |  |

|  |  |  |

|  |  |  |

|  |  |

|  |  |  |  |

|  |  |  |  |

|  |  |  |

|  |  |  |  |

|  |  |  |

|  |  |  |  |

|  |  |  |  |

|  |  |  |  |

|  |  |  |

|  |  |  |  |

|  |  |  |

|  |  |  |

|  |  |  |

|  |  |  |

|  |  |  |

|  |  |  |

|  |  |  |  |

|  |  |

|  |  |

|  |  |

|  |  |

|  |  |  |

|  |  |  |

|  |  |

|  |  |

|  |  |  |

|  |  |  |

|  |  |

|  |  |  |  |

|  |  |  |  |

|  |  |  |

|  |  |  |  |

|  |  |  |

|  |  |  |  |

|  |  |  |  |

|  |  |  |  |

|  |  |  |

|  |  |  |  |

|  |  |  |

|  |  |  |

|  |  |  |

|  |  |  |

|  |  |  |

|  |  |  |

|  |  |  |  |

|  |  |

## Bilder der Anlagenteile

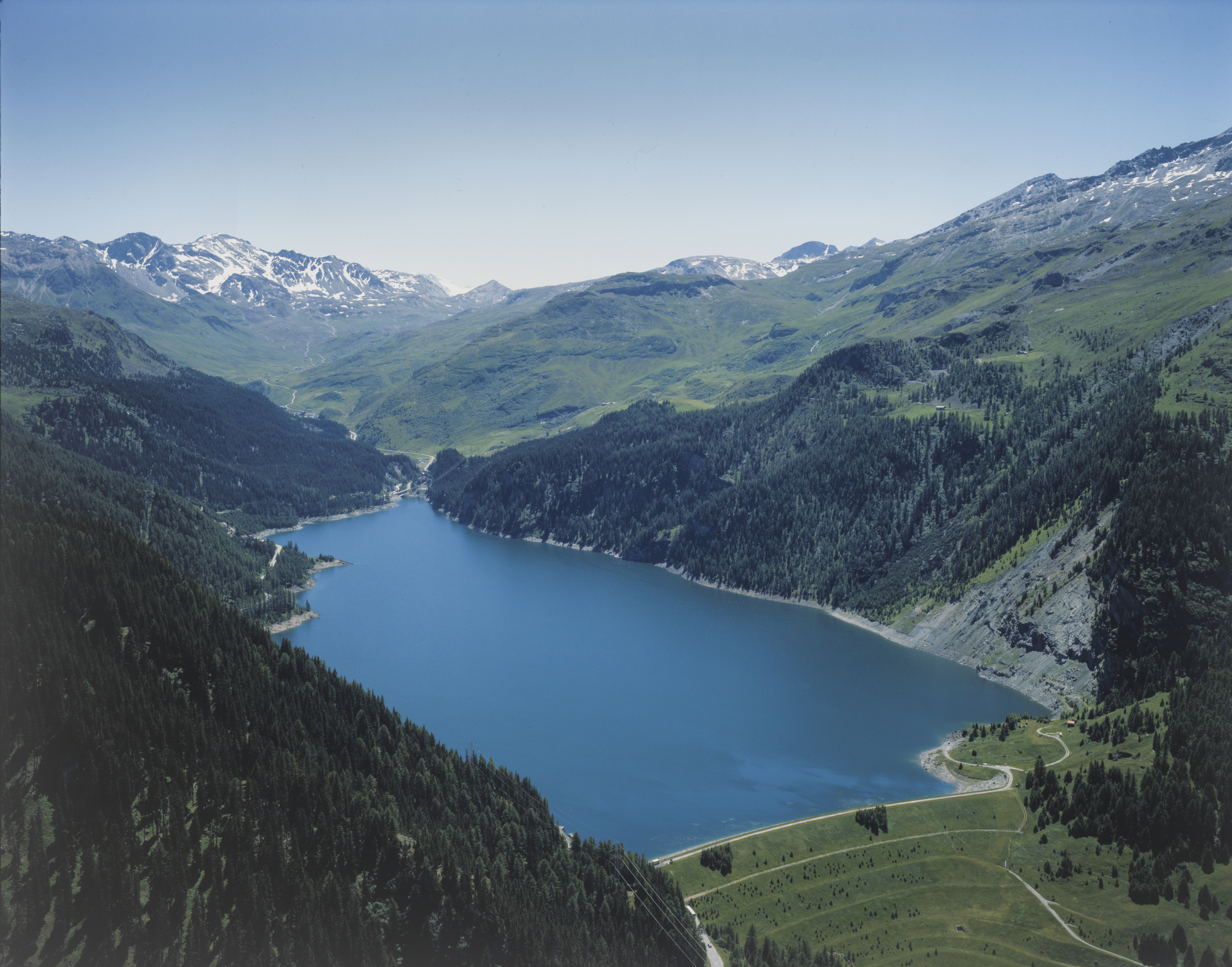
Marmorerasee
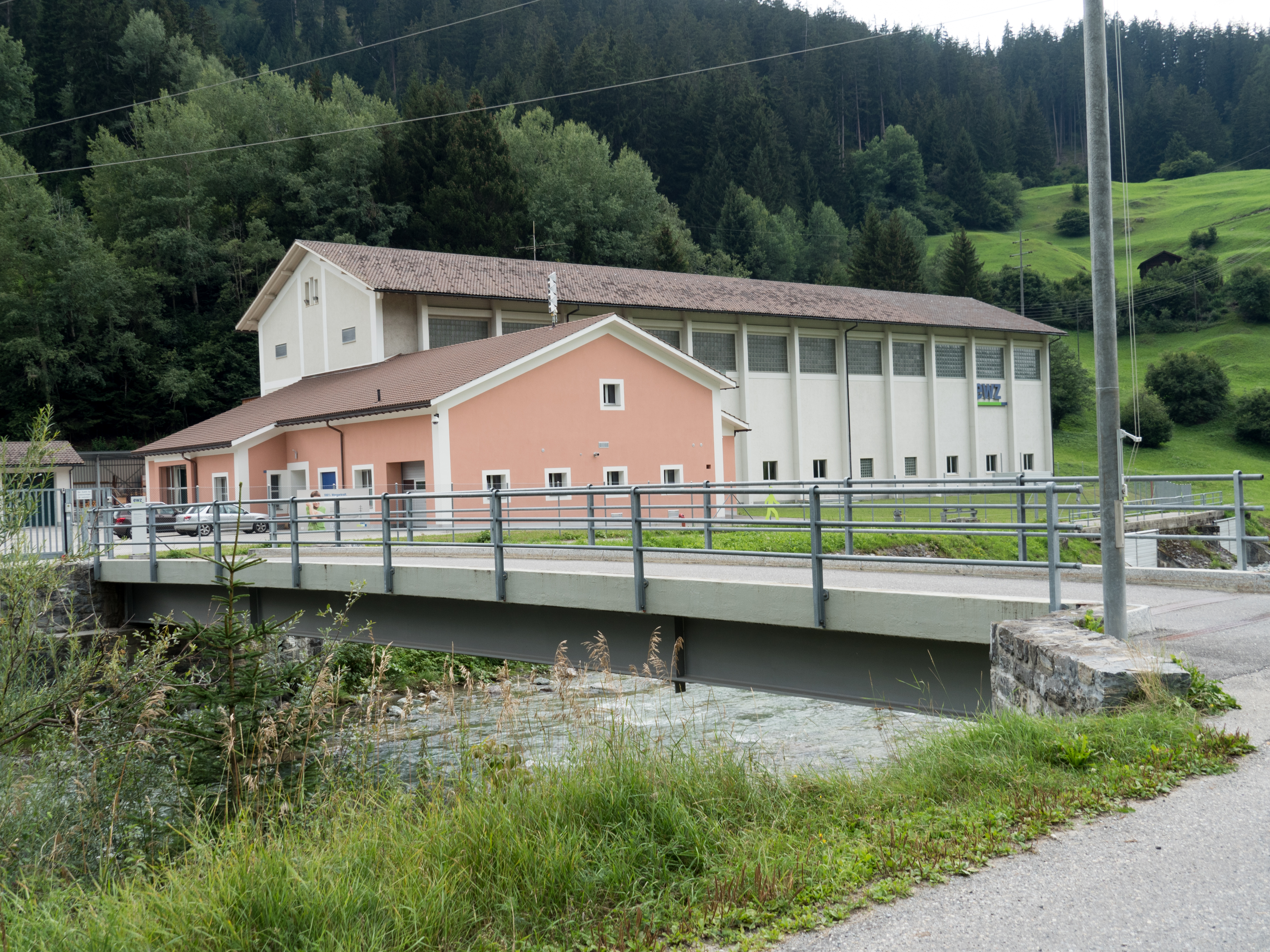
Maschinenhaus Tinizong
Lai da Burvagn
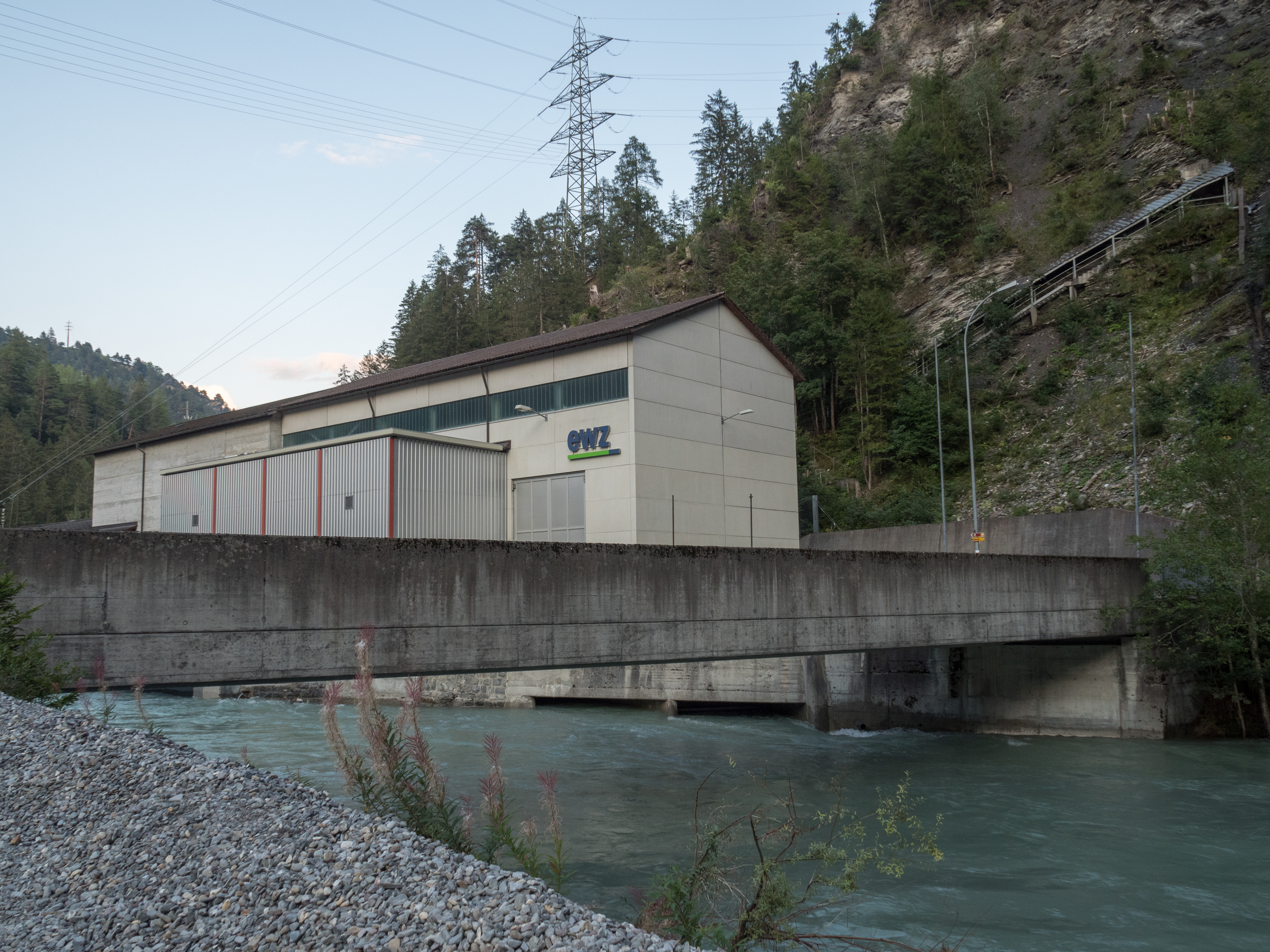
Maschinenhaus mit den Zentralen Tiefencastel West und Ost
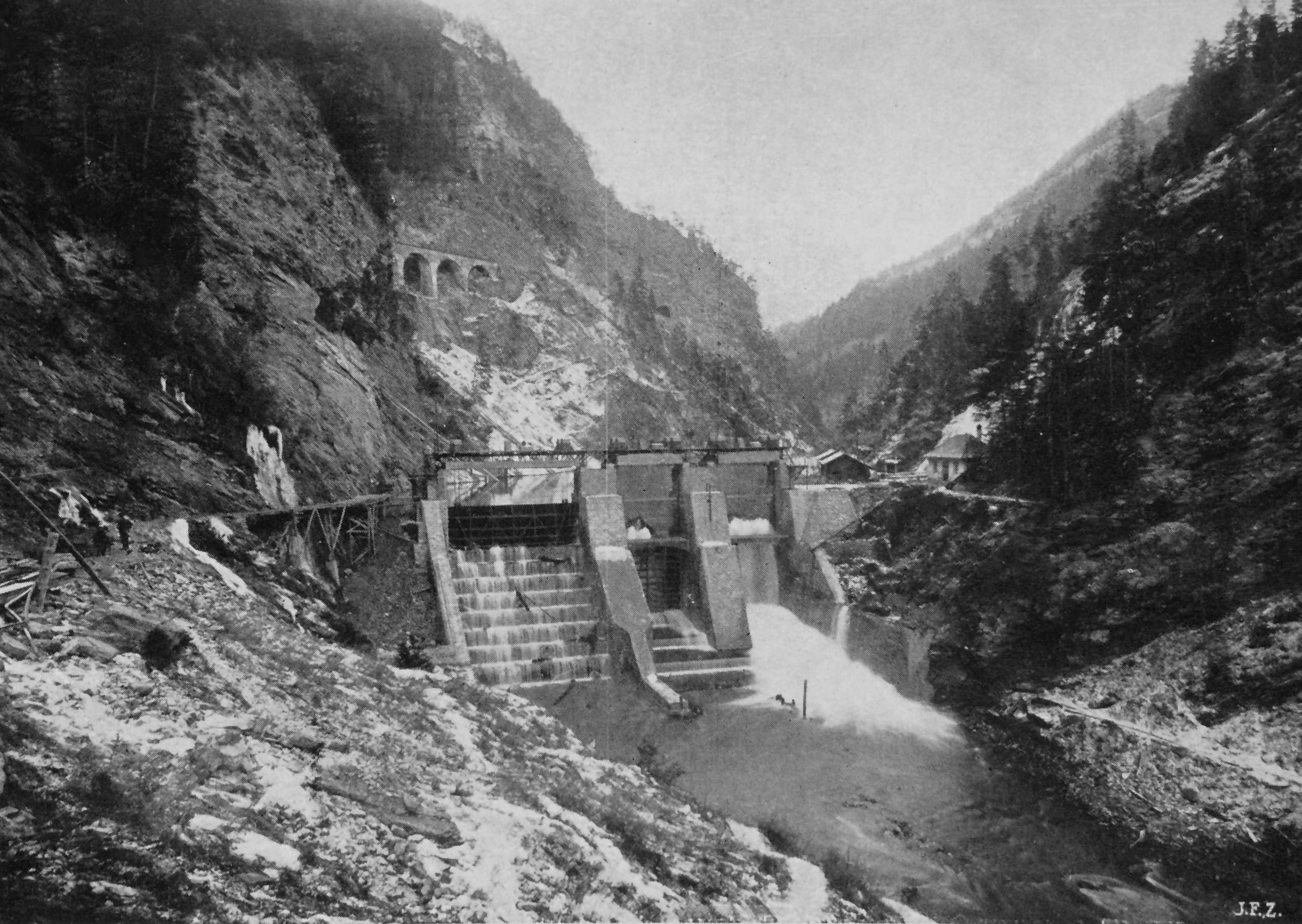
Stauwehr Nisellas, 1983 abgebrochen
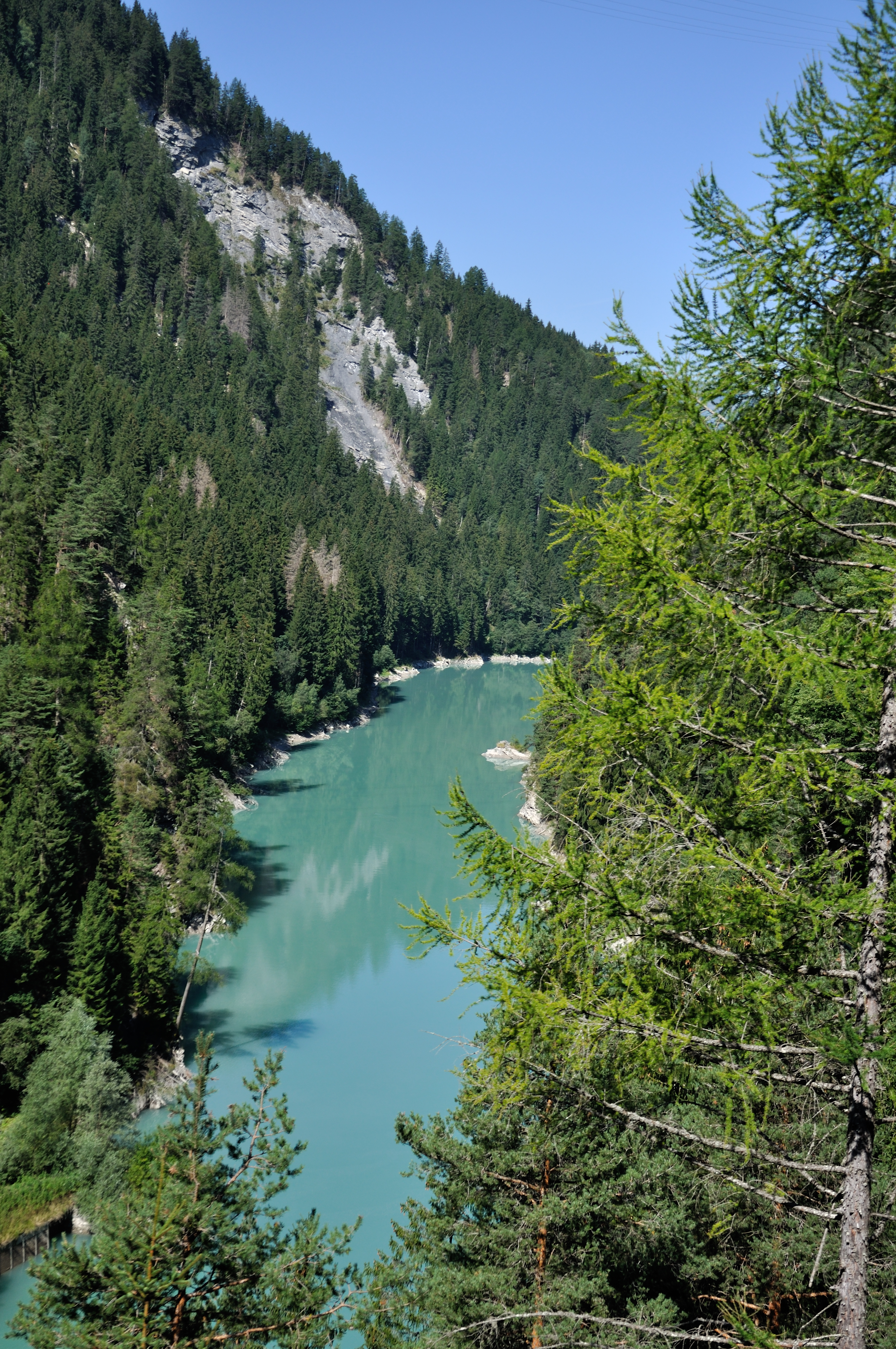
Stausee Solis
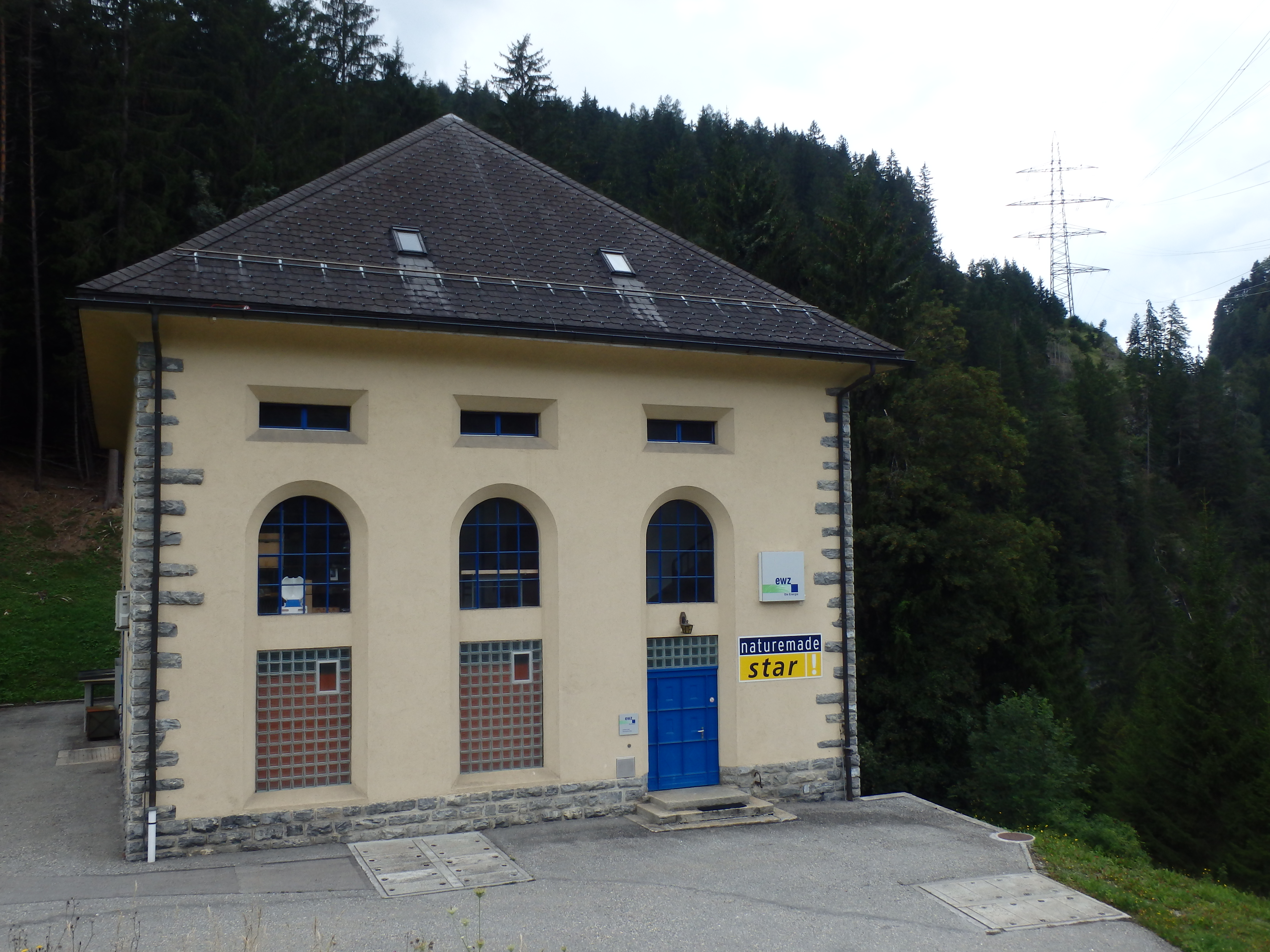
Zentrale Solis des Heidseewerks
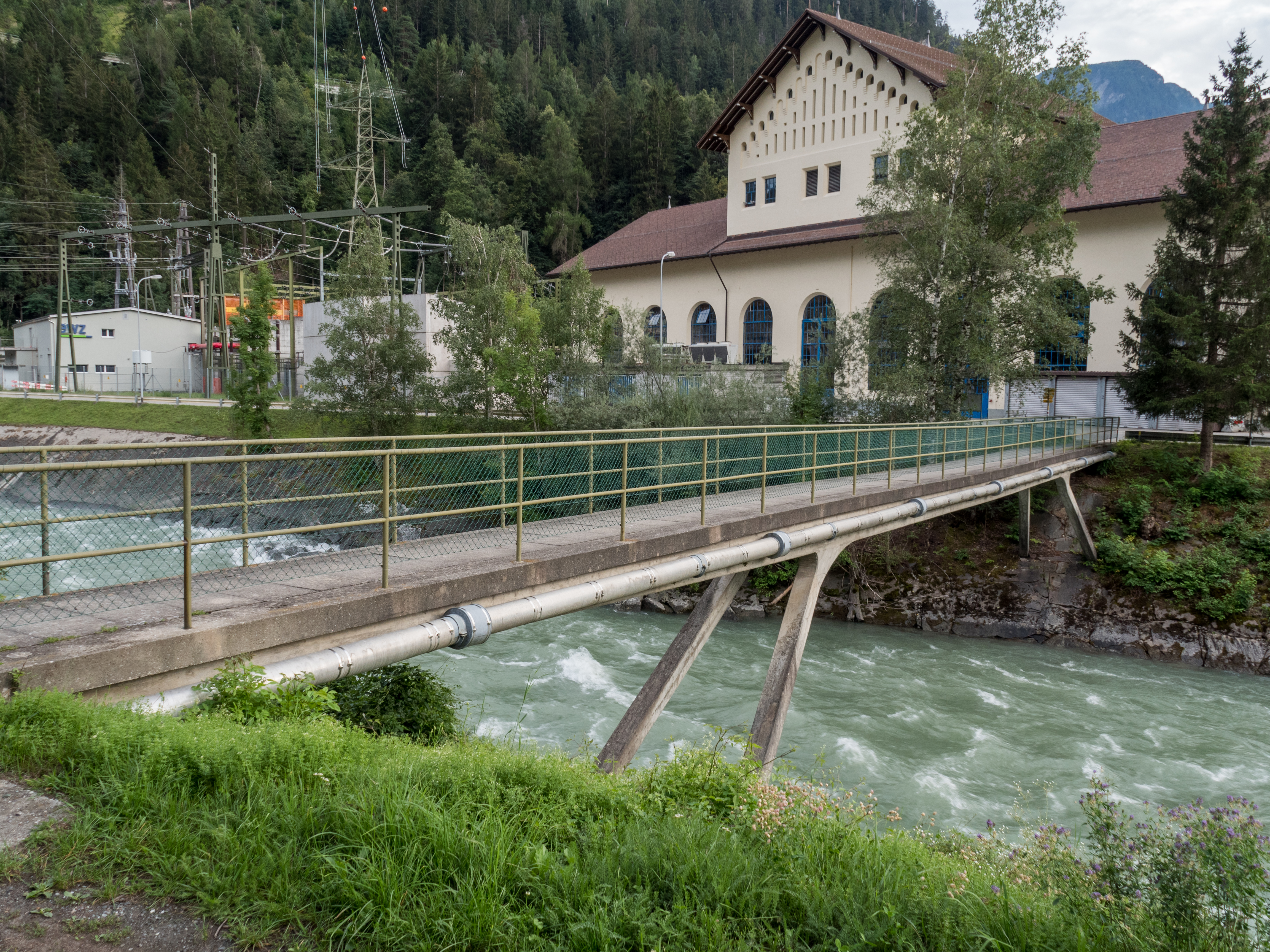
Maschinenhaus Sils (EWZ)

## Alte Anlagenschemata
Zustand der Anlagen nach Inbetriebnahme des Maschinenhauses Tinizong im Jahr 1954, aber vor Inbetriebnahme von Tiefencastel Ost im Jahr 1970.

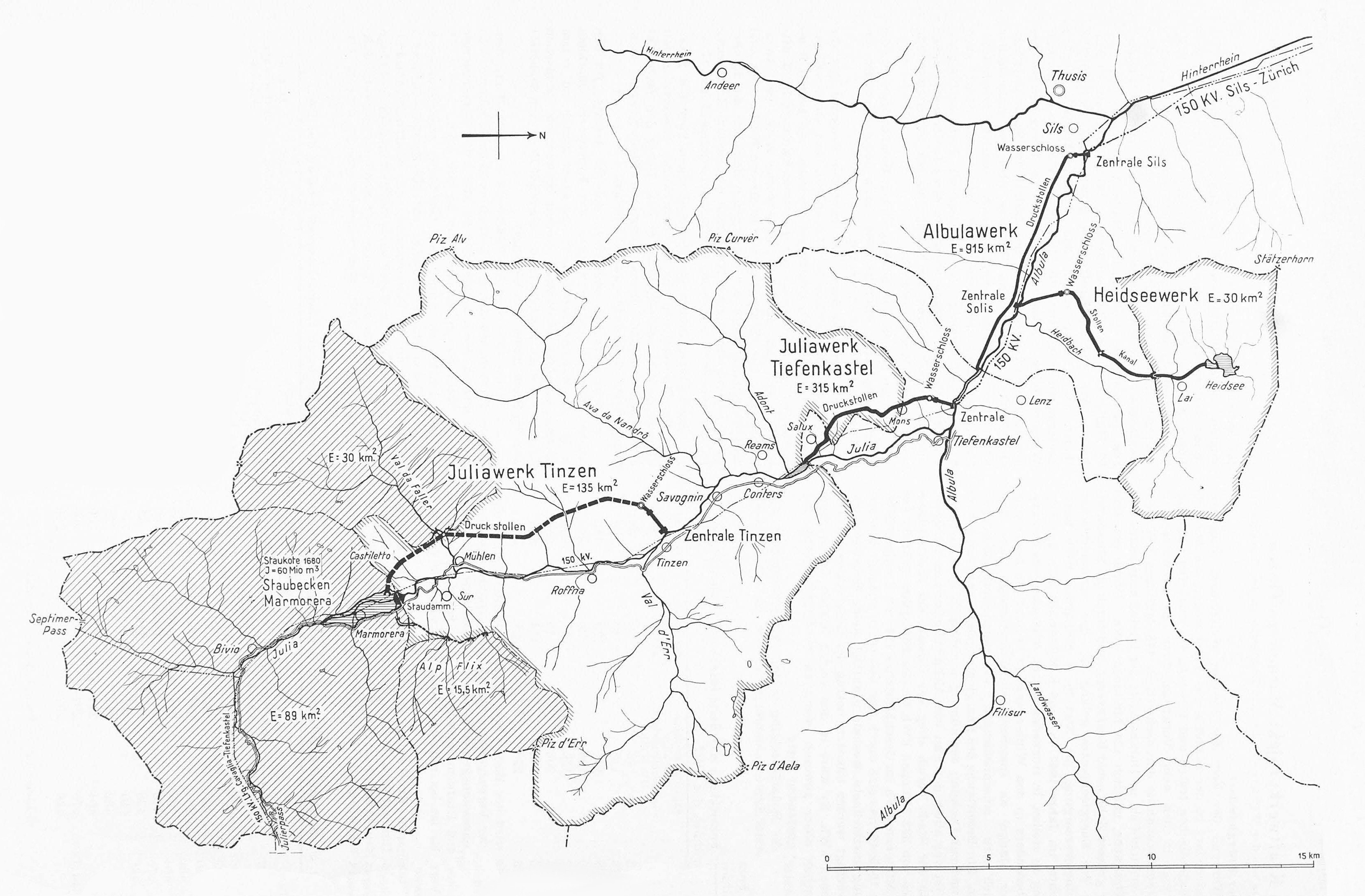
Lageplan
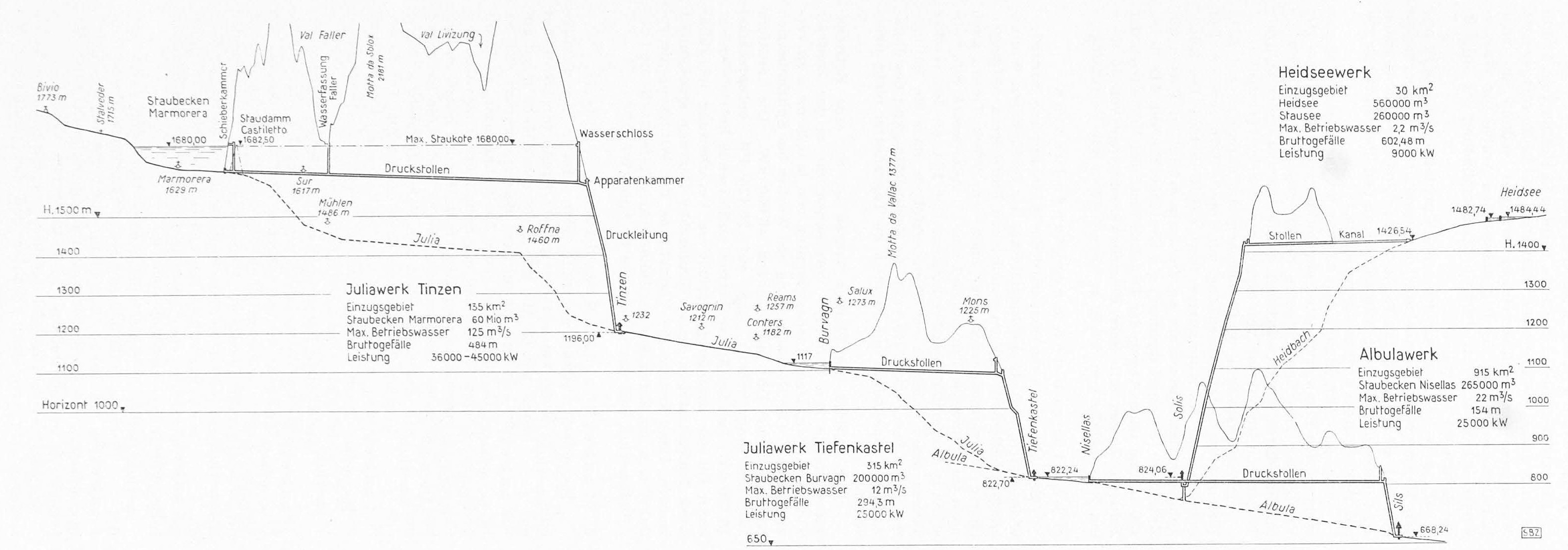
Längeprofil